# روبرت هيرشفيلد
روبرت هيرشفيلد (بالإنجليزية: Robert Hirschfeld)‏ هو ممثل أمريكي، ولد في 8 يونيو 1942 في نيويورك في الولايات المتحدة، وتوفي في 4 ديسمبر 2009 في دوبز فيري في الولايات المتحدة.

## أعمال

### أفلام
- (1979) الهروب من ألكتراز[3]

## وصلات خارجية
- روبرت هيرشفيلد على موقع IMDb (الإنجليزية)
- روبرت هيرشفيلد على موقع قاعدة بيانات الفيلم (الإنجليزية)